# دائرة بني موسى الشرقية
دائرة بني موسى الشرقية هي إحدى دوائر إقليم الفقيه بن صالح، التابع لجهة بني ملال خنيفرة، المملكة المغربية. تضم الدائرة 4 جماعات قروية، وبلغ عدد سكانها 82760 فرداً سنة 2004 حسب الإحصاء الرسمي للسكان والسكنى. يتبع للدائرة 11 مشيخة و57 دوار.

## التقسيمات الإداريّة
تعتبر دائرة بني موسى الشرقية إحدى الدوائر المشكّلة لإقليم الفقيه بن صالح، وهو التقسيم الإداري من المستوى الرابع المعتمد في المغرب. ينقسم إقليم الفقيه بن صالح إلى 13 جماعات قروية تختلف من حيث السكان والمساحة، والتي بدورها تنقسم إلى مشيخات تضم عدداً من الدواوير.